# Tereza Ludmila Pîslaru
Tereza Ludmila Pîslaru (n. 28 aprilie 1982, Roman, Neamț, România) este o jucătoare de handbal din România. În prezent evoluează la clubul HCM Roman, unde s-a transferat de la RK Zaječar din Serbia.

## Date personale[3]
- Data nașterii: 28.04.1982

- Locul nașterii: Roman, România

- Înălțime: 187 cm

- Număr tricou: 22

- Post: Portar

- Foste echipe: “CSS” Roman , FibrexNylon Săvinești, HC Zalău, CS Oltchim Râmnicu-Vâlcea, RK Zaječar, HCM Roman

## Palmares
- Locul 2 la CM Rusia 2005
- Locul 1 la CE de tineret din Franța
- Locul 1 la CE de junioare din Germania
- Locul 1 la CE Universitar din Spania
- De 7 ori câștigătoare a Ligii Naționale Române
- De 3 ori câștigătoare a Cupei României
- De 2 ori câștigătoare a Ligii Naționale din Serbia
- De 2 ori câștigătoare a Cupei Serbiei
- Câștigătoare a Cup Winners'Cup 2007
- Câștigătoare a SuperCupei Romaniei 2007 - prima ediție
- Câștigătoare a Champions Trophy - prima ediție